# Bryophyllum fedtschenkoi
Bryophyllum fedtschenkoi é uma espécie de planta com flor pertencente à família Crassulaceae. 
A autoridade científica da espécie é Raym.-Hamet & H.Perrier tendo sido publicada em Annales du Museé Colonial de Marseille, sér. 2 3: 75–80. 1915.

## Portugal
Trata-se de uma espécie presente no território português, nomeadamente no Arquipélago dos Açores e no  Arquipélago da Madeira.
Em termos de naturalidade é introduzida nas duas regiões atrás referidas.

## Sinônimo
A espécie Bryophyllum fedtschenkoi possui 1 sinônimos reconhecidos atualmente.
- Kalanchoe fedtschenkoi Raym.-Hamet & H.Perrier

## Galeria

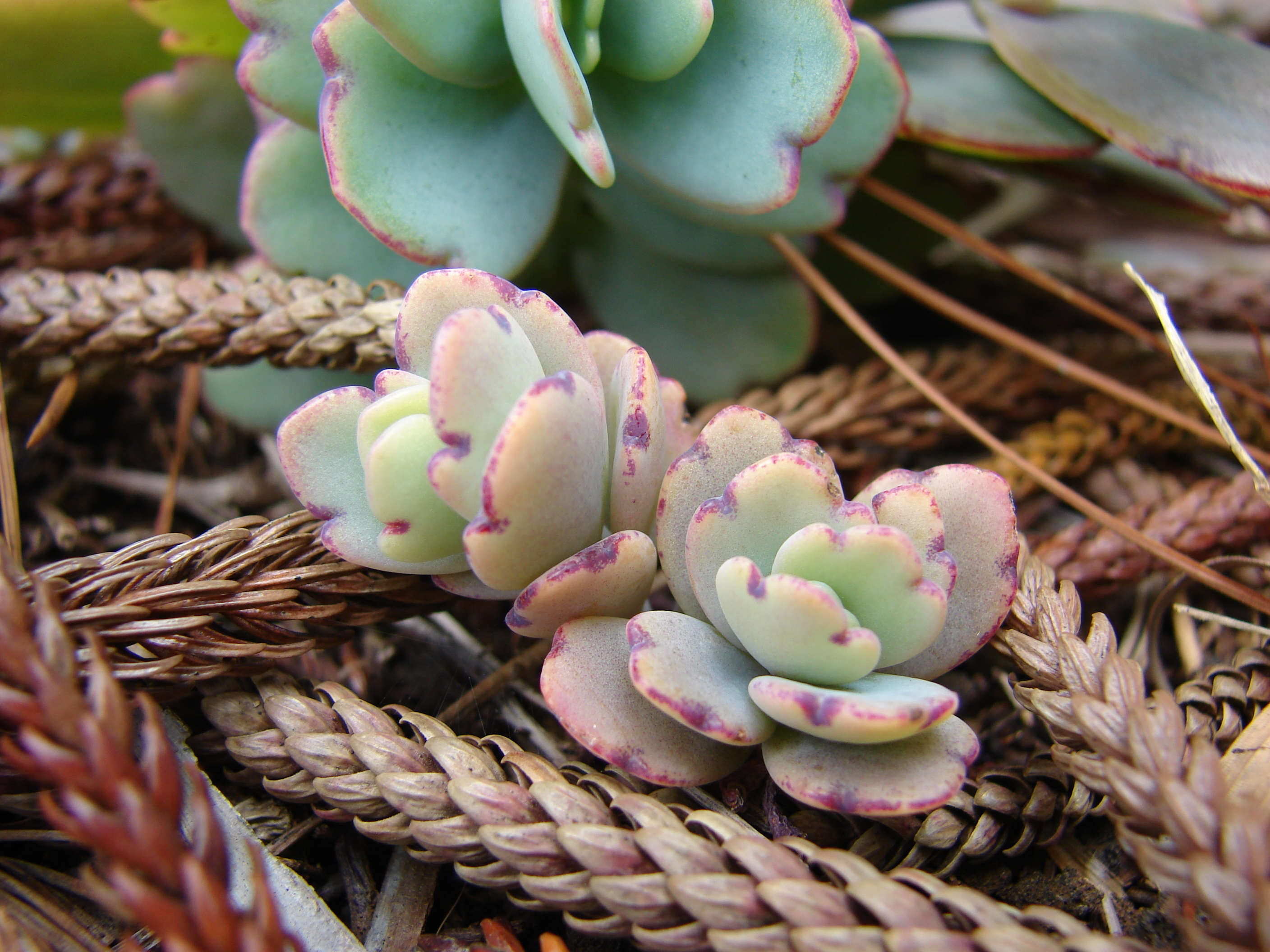
Brotos
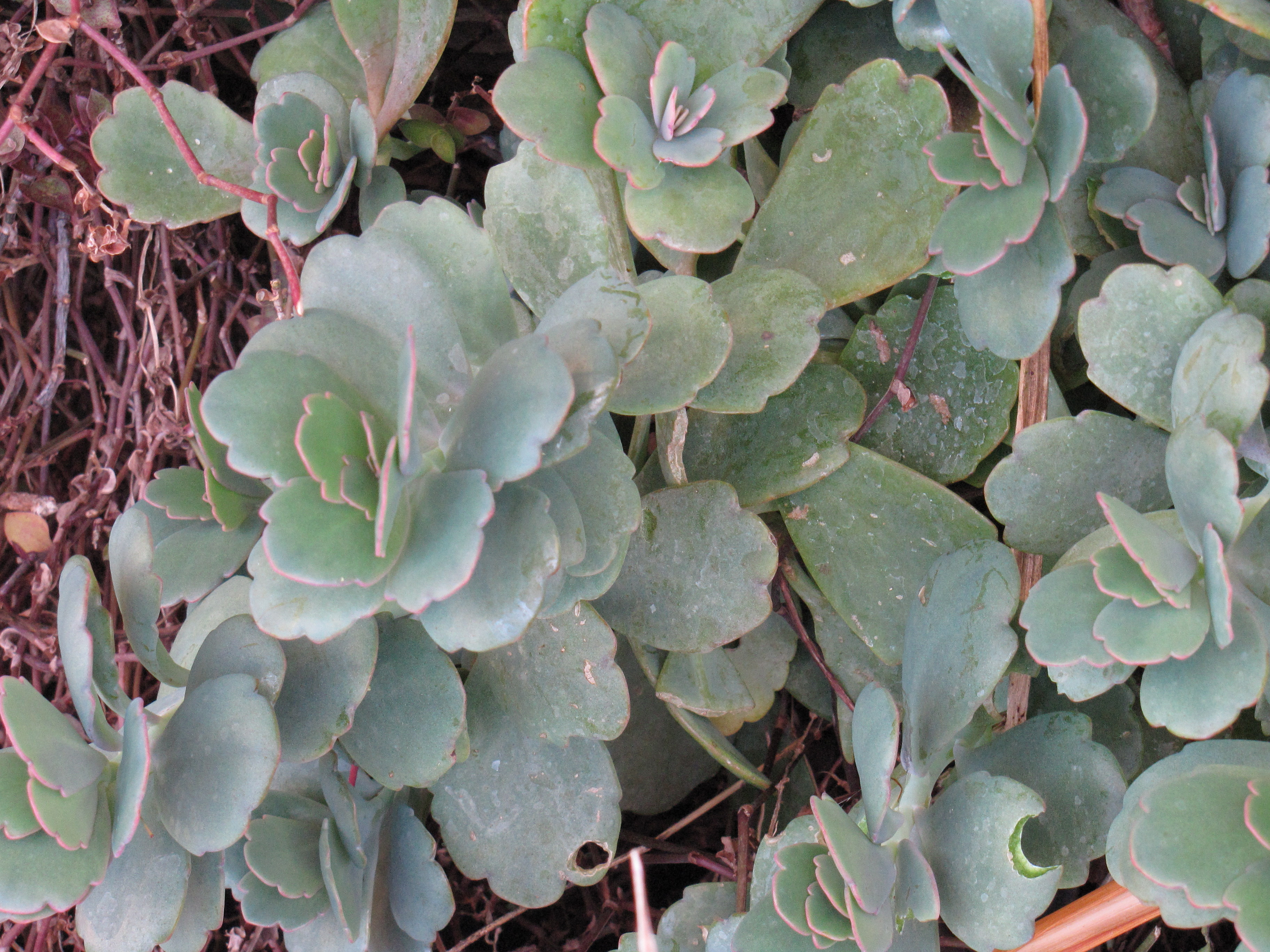
Arbusto
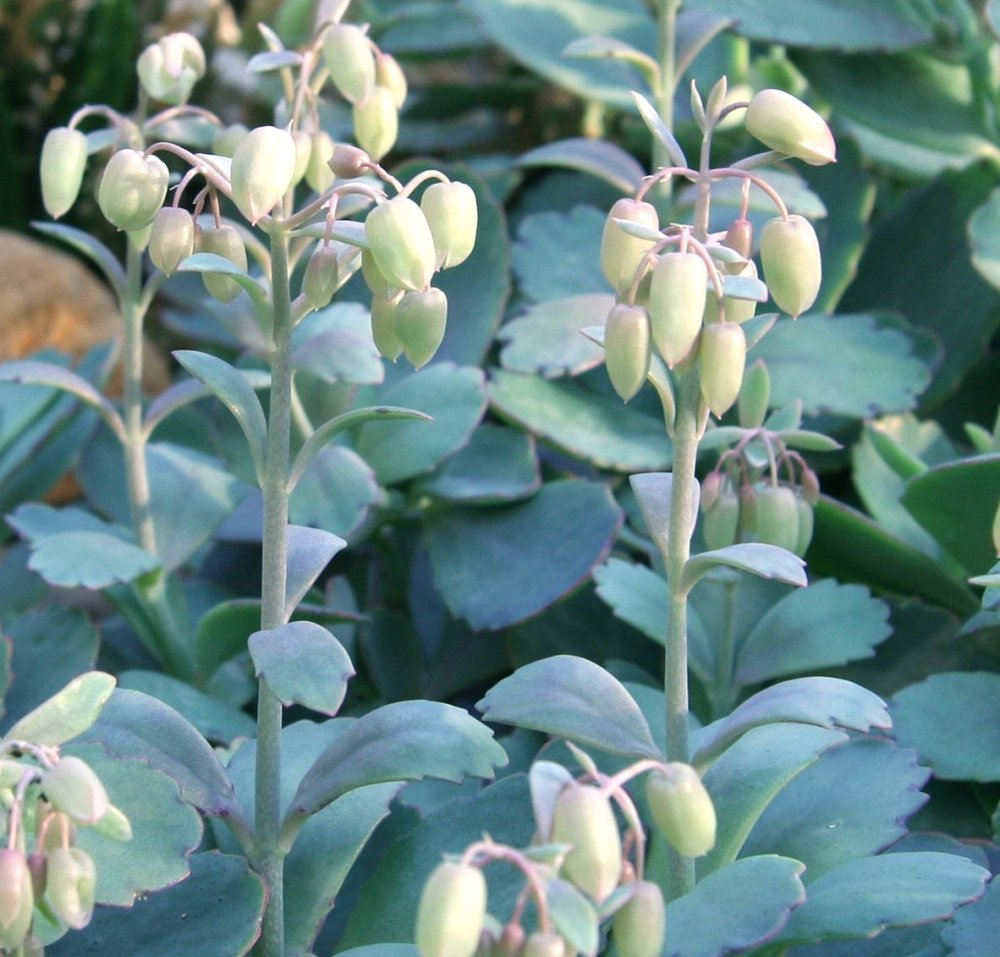
Botões
Flores
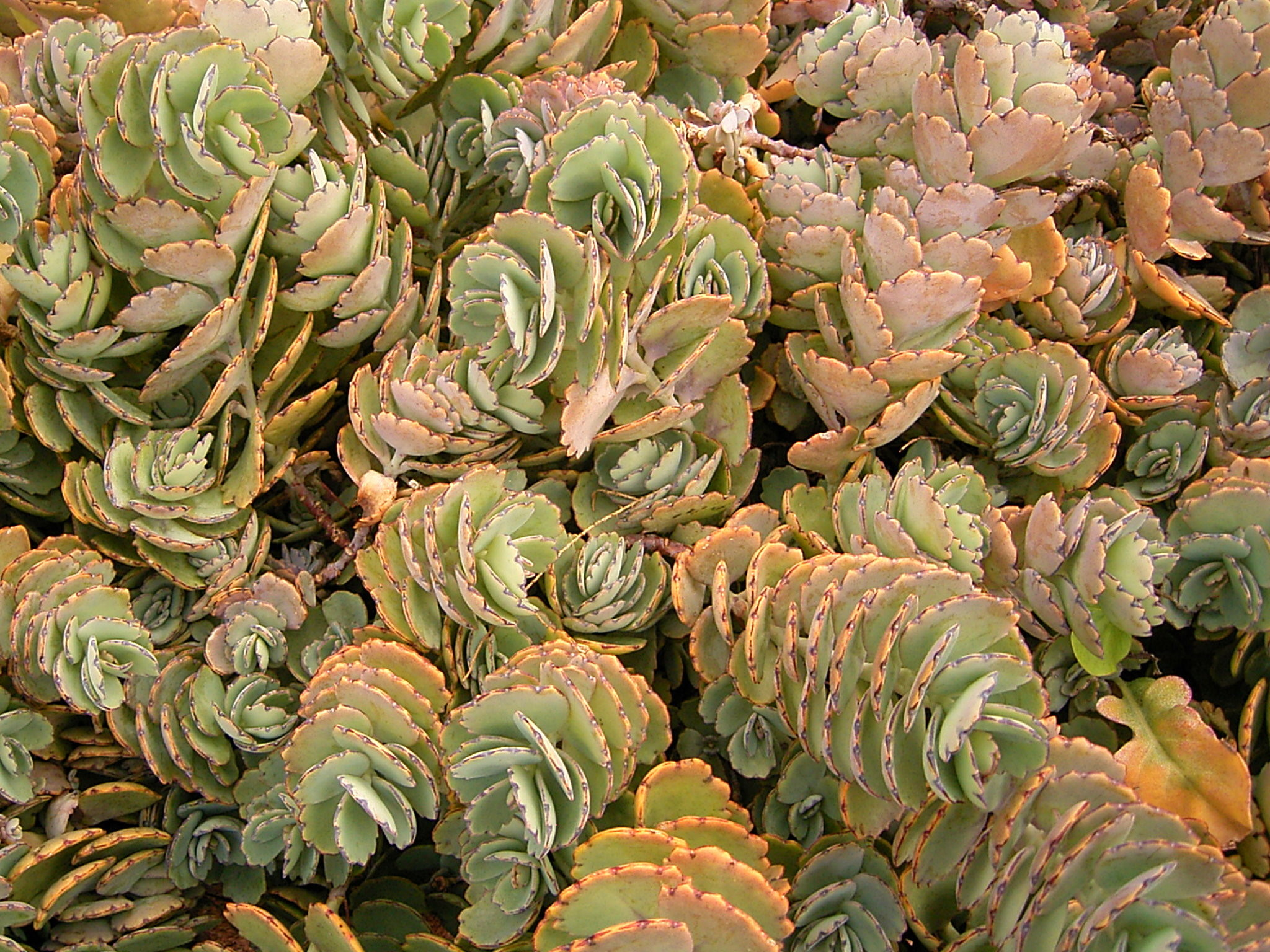
Planta amarelada devido a seca